# Monety księstwa siewierskiego

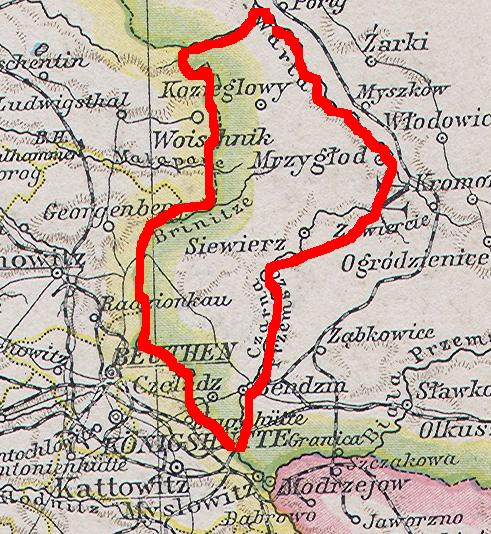
Księstwo siewierskie na tle granic zaborców

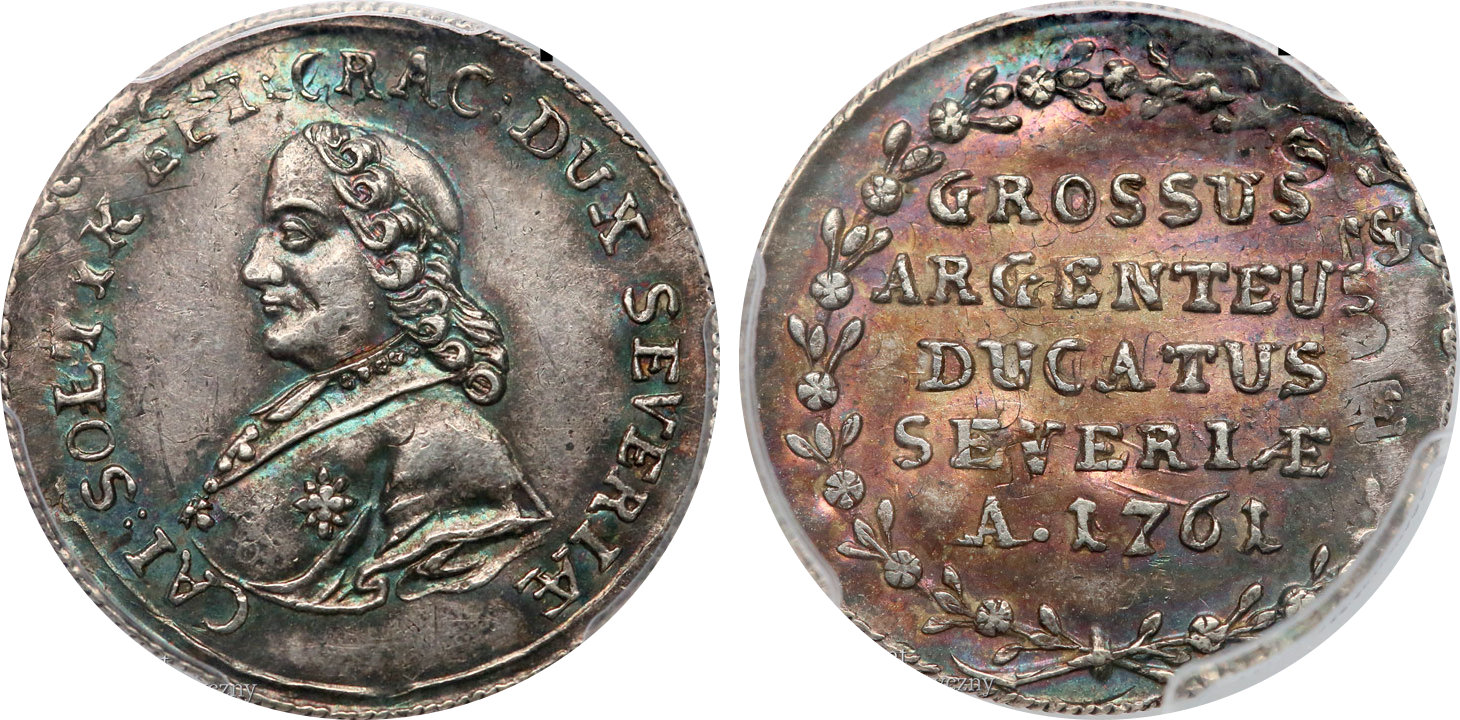
Grosz siewierski 1761

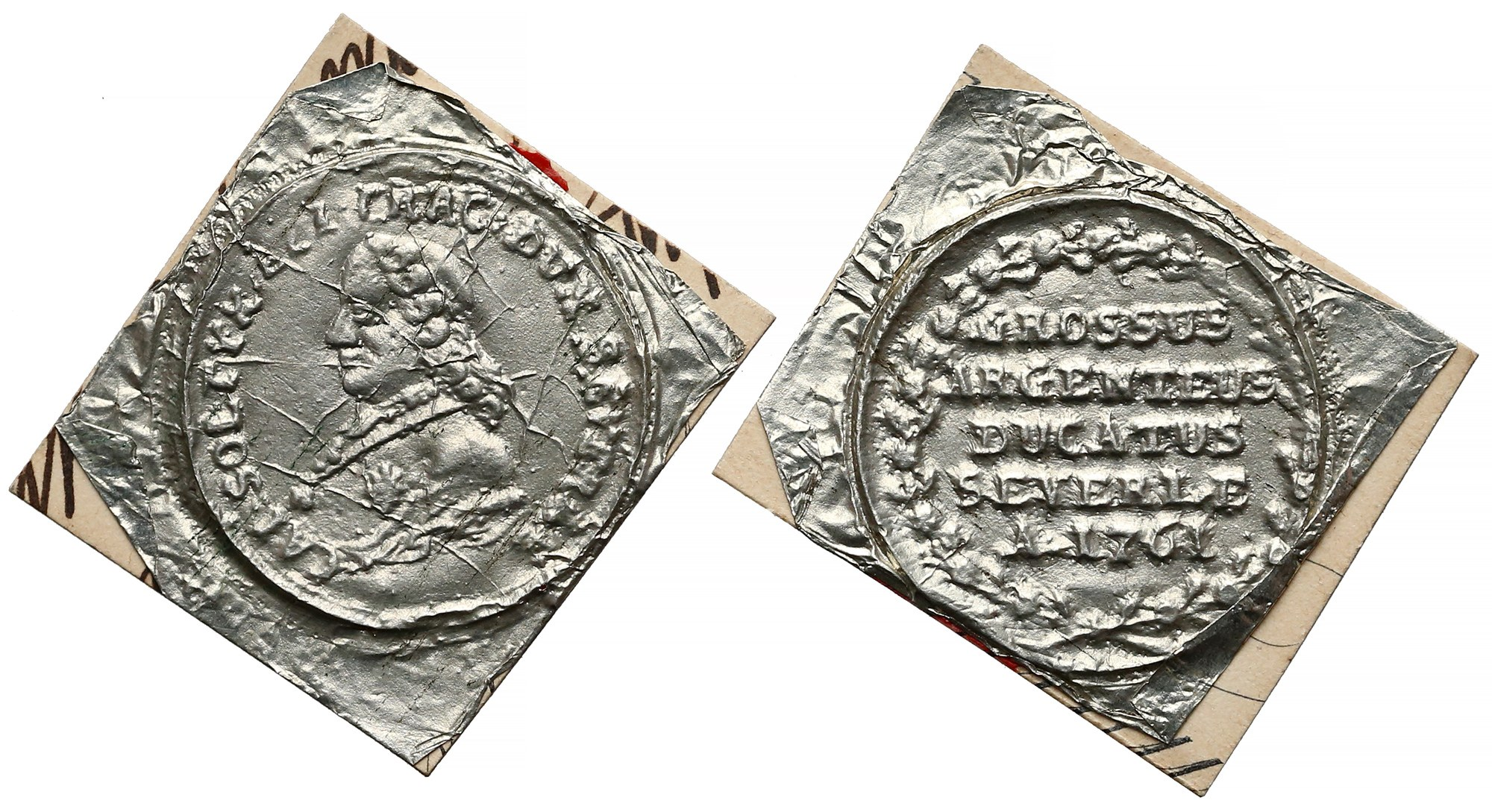
Grosz siewierski 1761 (prototypy wyciskowe)

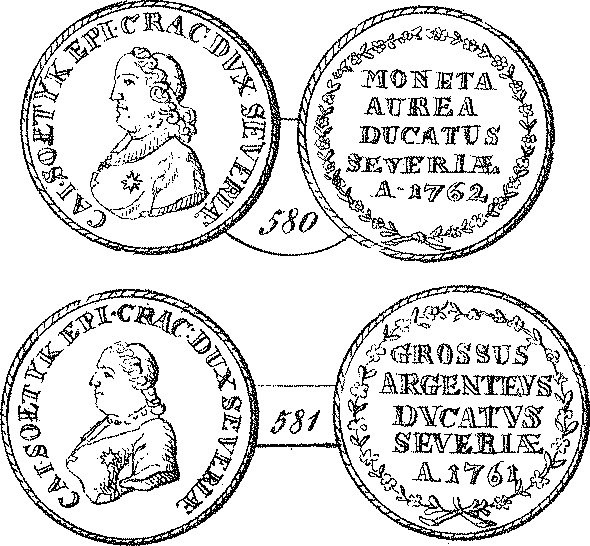
Dukat i grosz księstwa siewierskiego

Monety księstwa siewierskiego – monety bite przez księstwo siewierskie w czasach biskupa Kajetana Sołtyka i pod jego stemplem. Znane są monety:
- dukat księstwa siewierskiego – znany w 2 egzemplarzach

Awers: Popiersie w szacie duchownej, na szyi wstęga, a na piersiach gwiazda  Order Świętego Stanisława wokoło napis rozdzielony: CAI (etanus) SOLTYK EPI (scopus) CRAC. (oviensis) DUX SEVERIAE.
Rewers: W wieńcu napis w pięciu wierszach: MONETA AUREA DUCATUS SEVERIAE A.(nno) 1762.
- grosz księstwa siewierskiego – znany w 2 egzemplarzach

Awers: Popiersie w szacie duchownej, na szyi wstęga, a na piersiach gwiazda orderu Świętego Stanisława; wokoło napis rozdzielony: CAI (etanus) SOLTYK EPI (scopus) CRAC. (oviensis) DUX SEVERIAE. Z tyłu głowy mniej włosów niż na dukacie.
Rewers: W wieńcu napis w pięciu wierszach: GROSSUS ARGENTEUS DUCATUS SEVEIUAE A. 1761.
Według pracy Piotra Kalinowskiego Medale książąt siewierskich księstwo to jednak nie biło własnej monety, a tzw. „dukaty siewierskie” wybite zostały już po likwidacji księstwa w celach pamiątkowych.